# Caverne Dufour
La caverne Dufour est une grotte de l'île de La Réunion, département d'outre-mer français dans le sud-ouest de l'océan Indien. Elle est située à 2 479 mètres d'altitude au pied du Piton des Neiges, et donc au centre du massif du même nom. Ce faisant, elle est située administrativement dans les confins de la commune de Salazie, hors du cirque naturel éponyme. Elle relève par ailleurs du parc national de La Réunion.
La caverne Dufour, grotte naturelle, servait de refuge aux explorateurs et aux visiteurs de passage qui s’y protégeaient du vent, du froid et de la pluie. Elle a été nommée ainsi par Jean-Baptiste Bory de Saint-Vincent, célèbre naturaliste et géographe qui parcourut l'île en 1801, en l’honneur de son mécène, M. Dufour, qui finançait ses expéditions

## Localisation et description

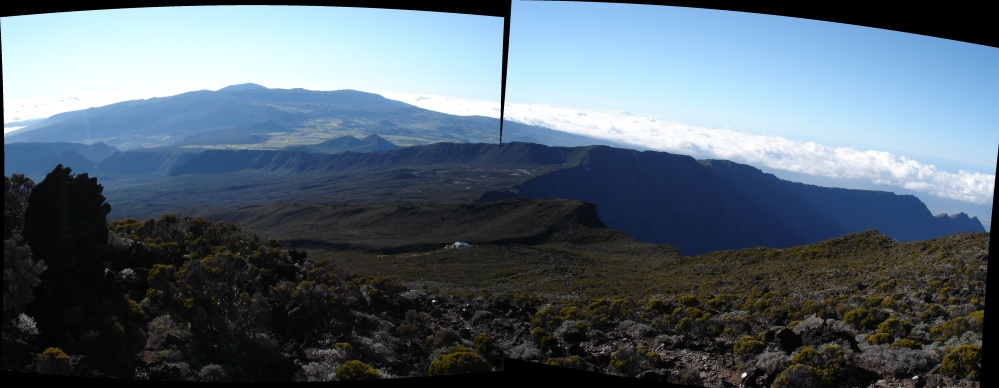
Panorama au-delà du gîte de la Caverne Dufour.

La caverne est proche d'un refuge de montagne appelé refuge de la caverne Dufour ou gîte du Piton des Neiges. Il se trouve quant à lui dans les confins de la commune de Saint-Benoît, bien que distant de seulement quelques mètres de la grotte. Ce gîte fait office d'étape pour les randonneurs qui s'avancent en direction du sommet et qui proviennent du centre-ville de Cilaos, dans le cirque du même nom, via le GR R1, un sentier de grande randonnée. Ils empruntent ensuite un sentier de randonnée appelé sentier du Piton des Neiges jusqu'au point culminant de l'île, le GR R1 continuant quant à lui jusqu'à Hell-Bourg, d'où proviennent moins de marcheurs.
Le dénivelé est d'environ 1 000 mètres depuis le centre-ville de Cilaos jusqu'au gîte, puis de 600 mètres du refuge au sommet. Pour y passer la nuit, il est nécessaire de procéder à une réservation plusieurs semaines à l'avance en téléphonant à l'office de tourisme de Cilaos, car le bâtiment est souvent plein, en particulier pendant les vacances scolaires de l'académie de La Réunion.